# Johanna Niederhellmann
Johanna Niederhellmann (* 6. Februar 1891 in Mönchengladbach; † 18. April 1956 in Duisburg) war eine deutsche Frauenrechtlerin, SPD-Reichstagskandidatin und Widerstandskämpferin gegen den Nationalsozialismus.

## Leben

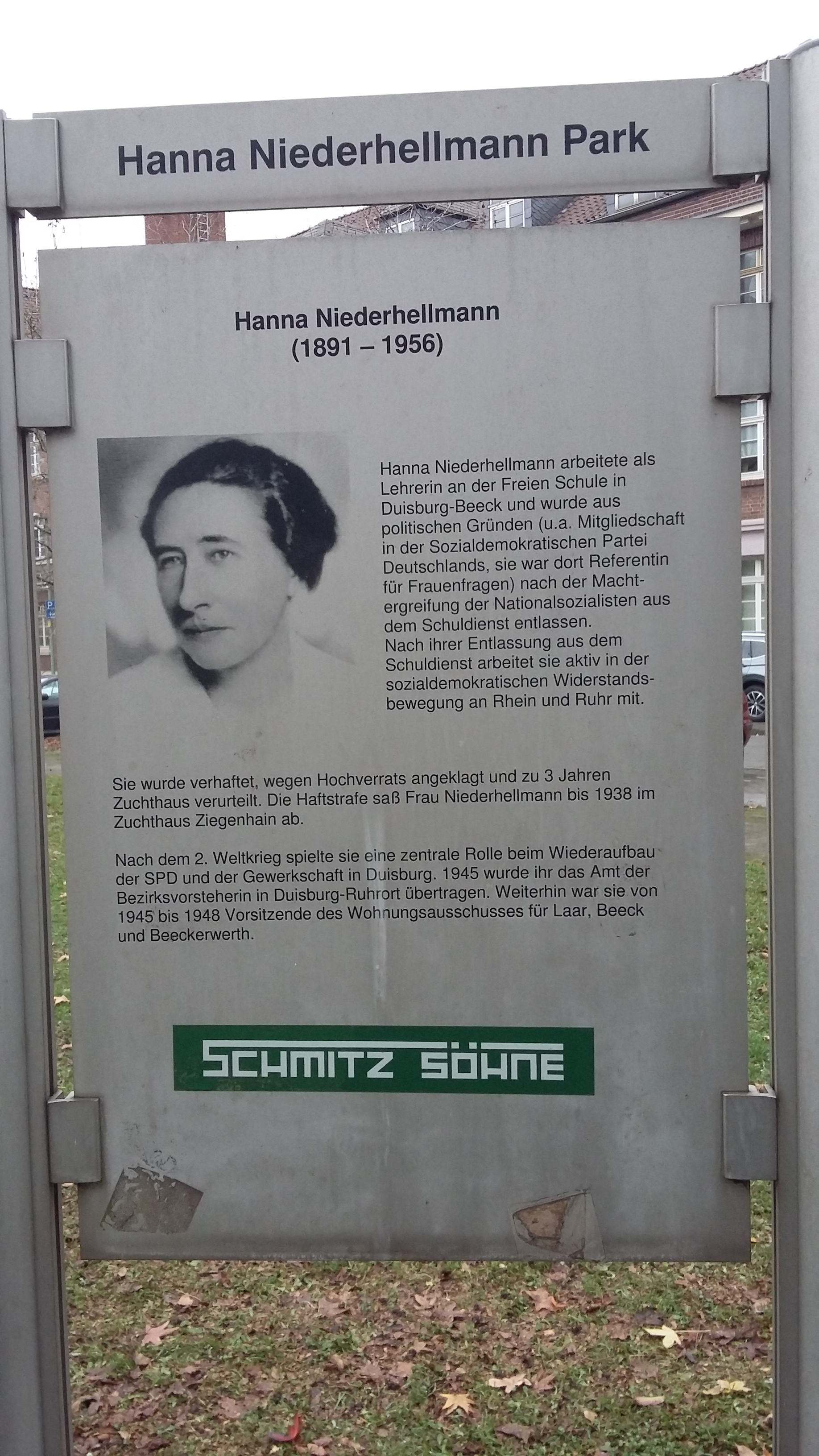
Informationsstele

Niederhellmann entstammte einem christlichen Elternhaus. Nach dem Besuch der Volksschule und einer weiterführenden Bildungseinrichtung studierte sie Pädagogik und wurde Lehrerin an der Freien Schule in Duisburg-Beeck. Das Lehramt wurde ihr im September 1933 entzogen und sie wurde von den NS-Behörden aus dem Schuldienst entlassen.
Die Erfahrung des Ersten Weltkrieges führte dazu, dass sie sich nach dem Jahr 1918 der Deutschen Friedensgesellschaft anschloss. Sie wurde auch Mitglied in der Internationalen Frauenliga für Frieden und Freiheit sowie in der Liga für Menschenrechte. Sie trat der Gewerkschaft bei und wurde im Jahr 1926 Mitglied in der SPD. Sie setzte sich im Duisburger SPD-Ortsverein bei Vorträgen insbesondere für Frauenrechte ein und wurde dadurch auch über die Stadtgrenzen hinaus bekannt. Ihre Schwester Herta hatte sich der Sozialistischen Arbeiterpartei Deutschlands (SAPD) angeschlossen.
Sofort nach der Machtübertragung an die NSDAP im März 1933 wurden bei ihr Hausdurchsuchungen durchgeführt. Auch auf offener Straße wurde sie körperlich visitiert. Nach dem Berufsverbot im September zog sie zu ihren Eltern in die Altstadt von Ruhrort. Diese Wohnung wurde zum illegalen Treffpunkt für Gesinnungsgenossen im SPD-Widerstand, u. a. mit Sebastian Dani und Hermann Runge. Die Freunde organisierten von hier aus die Verteilung von illegalem Aufklärungsmaterial. Ein besonders wirksames Projekt wurde ebenfalls hier entwickelt: die Umfunktionierung der Hamborner Brotfabrik „Germania“ zu einem Verteilzentrum von Widerstandsaufrufen, die hier in die Brotlaibe eingebacken wurden. Als das Widerstandszentrum der Gestapo bekannt wurde, wurde Niederhellmann im Juni 1935 verhaftet und schwer gefoltert. Im Duisburger sogenannten Brotfabrikprozess erhielt sie eine dreijährige Zuchthausstrafe. Warum sie danach nicht in ein Konzentrationslager überführt wurde, ist nie ganz geklärt worden. Nach bestimmten Berichten haben ihre drei Brüder als Parteigänger der NSDAP ihre KZ-Verbringung verhindern können. 
Nach der Befreiung vom Nationalsozialismus wirkte Niederhellmann beim Wiederaufbau der SPD mit. In der provisorischen Bürgervertretung von Duisburg wurde sie die einzige weibliche Bürgervorsteherin für den Ortsteil Ruhrort. In den Jahren 1945 bis 1948 hatte sie den Vorsitz des Wohnungsausschusses für weitere Stadtteile inne: für Beeck, Beeckerwerth und Laar. Sie setzte sich auch für die Wiederherstellung von Gewerkschaften ein – konkret als Mitglied des „Ausschusses zur Wiedererrichtung einer Einheitsgewerkschaft“. 
Aus gesundheitlichen Gründen – Haft und Folter hatten ihr schwer zugesetzt – zog sie sich im Jahr 1948 von allen politischen Ämtern und aus allen Funktionen zurück.

## Würdigungen
Im Jahr 2004 wurde ein Platz in Ruhrort nach Johanna Niederhellmann benannt.